# Gai Erenuci
Gai Erenuci (en llatí: Caius Erenucius) va ser un polític romà que pertanyia a la gens Erenúcia. Va ser elegit tribú amb potestat consular l'any 379 aC. Titus Livi no cita el seu nom, però sí que ho fa Diodor de Sicília.
Aquell any van ser elegits tribuns Publi Manli Capitolí, Gneu Manli Vulsó, Luci Juli Jul, Gai Sextili, Marc Albini, Publi Treboni i Luci Antisti. Segons Titus Livi hi havia el mateix nombre de tribuns patricis que de plebeus.
Luci Juli Jul es va quedar a Roma, i el comandament de la campanya contra els volscs es va encarregar, a través d'un procediment extraordinari, a Publi Manli i al seu germà, Gai Manli, dos comandants encara inexperts. La campanya no va acabar amb una derrota completa gràcies al valor dels soldats romans.